# 健康科学研究与发展中心
健康科学研究与发展中心（简称CIDICS），是墨西哥新莱昂自治大学 设立的机构之一，致力于在健康、生物医学和生物技术领域为社会提供学术和科研的基础设施.
该中心坐落在新莱昂自治大学健康科学院的校区内，占地面积15,500平方米，位于新莱昂州蒙特雷 Mitras Centro 区   José Eleuterio González 大道和 Dr. Carlos Canseco 大道的交汇处.

## 历史
该机构于2006年12月在当时的新莱昂州自治大学的校长兼秘书长 Jesús Ancer Rodríguez 博士及一批优秀的大学教师和学生共同倡议下建成。2009年9月29日，当时的新莱昂州州长 José Natividad González Parás 先生和该大学校长 José Antonio González Treviño 先生（在任时间2003年-2009年）共同宣布成立了健康科学研究与发展中心.
健康科学研究与发展中心 CIDICS（旧称CIDCS），是一个多学科合作研究中心，致力于健康科学的科学研究工作，并充分调动和提高新莱昂州自治大学所有学院在健康及其相关领域的科研优势.
CIDICS 的研究人员均是来自新莱昂州自治大学的不同学科的教授，分别工作在在医学院和大学附属医院的不同部门，诸如牙科，生物科学，兽医和动物科学，化学，大众健康和营养学，心理学，护理学，体育组织，以及大学健康中心和医保中心.

## 机构建设
CIDICS是一个简单而有效的行政组织，强调以人为本，致力于协调各学科资源，充分利用各学科人员和研究设施完成各种社会任务和目标。该机构的负责人是Carlos E. Medina De la Garza 博士.

## 使命

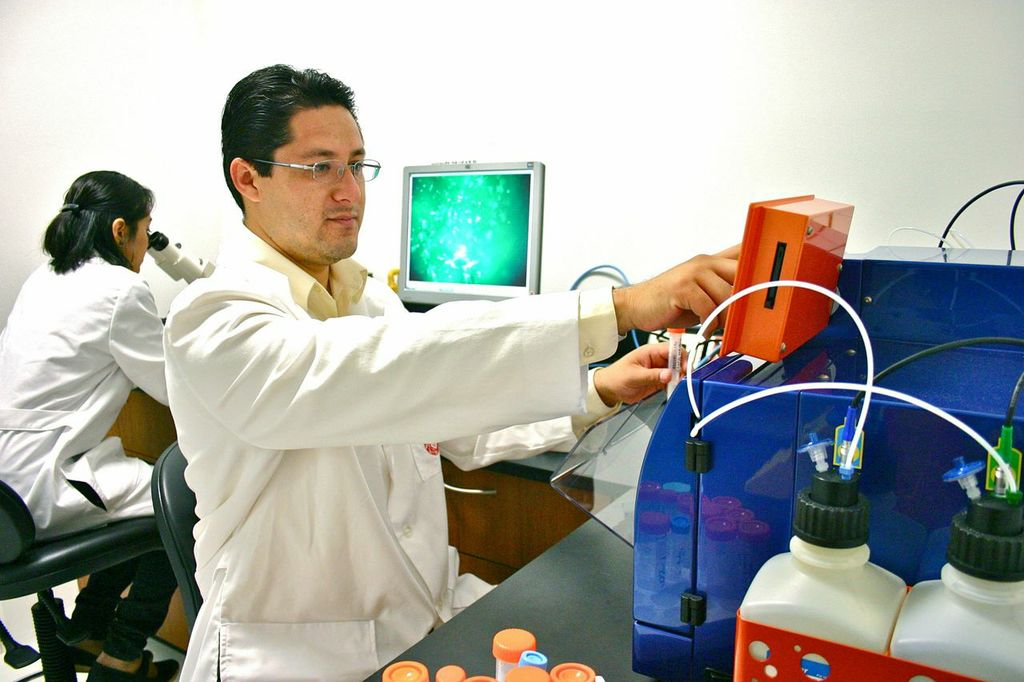
基因和细胞治疗实验室

致力于健康科学与技术的研究，力在探索当地、国家甚至国际健康医学难题的解决方案；加强墨西哥北部在基础研究、临床研究和大众健康研究方面的发展和创新，提高学科竞争力；与生物技术贸易相结合，巩固和发展知识型经济模式.

## 展望
根据全球化的需要，以国际合作为框架，打造一个国际一流的卓越中心，致力于培养科学研究人才，开拓并传播新知识，加强科学的发展和创新，提高新莱昂州自治大学的科学与技术水平，确保新莱昂州在墨西哥健康领域的研究与发展的领导地位.

## 背景

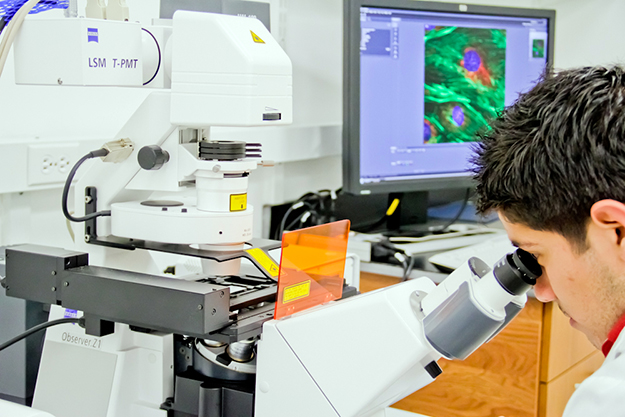
生物成像

CIDICS处于墨西哥健康研究与发展事业的前沿，拥有大量的高精尖科研设备和技术，积极探索和解决临床、医学实践和健康领域的难题。该中心的工作范围广泛，不仅在公众健康领域进行广泛的调查研究，为建立相应的公众健康政策提供依据；还在各种高级实验室中进行基因和蛋白因子等的研究，并鼓励个性化医疗.
在这里，多元化的研究小组不但致力于研究，参与大学的研究生教学，还积极与校内外，及国内国外的各种教育研究机构进行多方位的合作.

## 责任机制
中心主任办公室对Felipe E. Garza García 先生领导下的行政协调部和Dora Elia Cortés Hernández 女士领导下的学术协调部进行直接管理。该中心还设有理论管理部、公共关系部、计算机信息图像部、生物安全办公室、以及生物伦理和生物安全与研究委员会；此外，还负责以下研究小组的工作.
该中心拥有以下研究小组和实验室:
- 生物伦理
- 生物成像
- 生物模型
- 生物安全
- CIMAT(生物统计学和数学，国家科学技术委员会的独立单元)
- 药理和临床研究
- 综合牙科专业研究
- 新型病原体和载体
- 基因和细胞治疗(试验疗法)
- 健康心理学
- VIH-ETS预防(护理学)
- 免疫调节
- 流感和呼吸道病原体
- 理论管理
- 分子生物学,基因和测序
- 神经科学
- 大众健康研究
- 疫苗学
- 组织工程学

## 基础设施

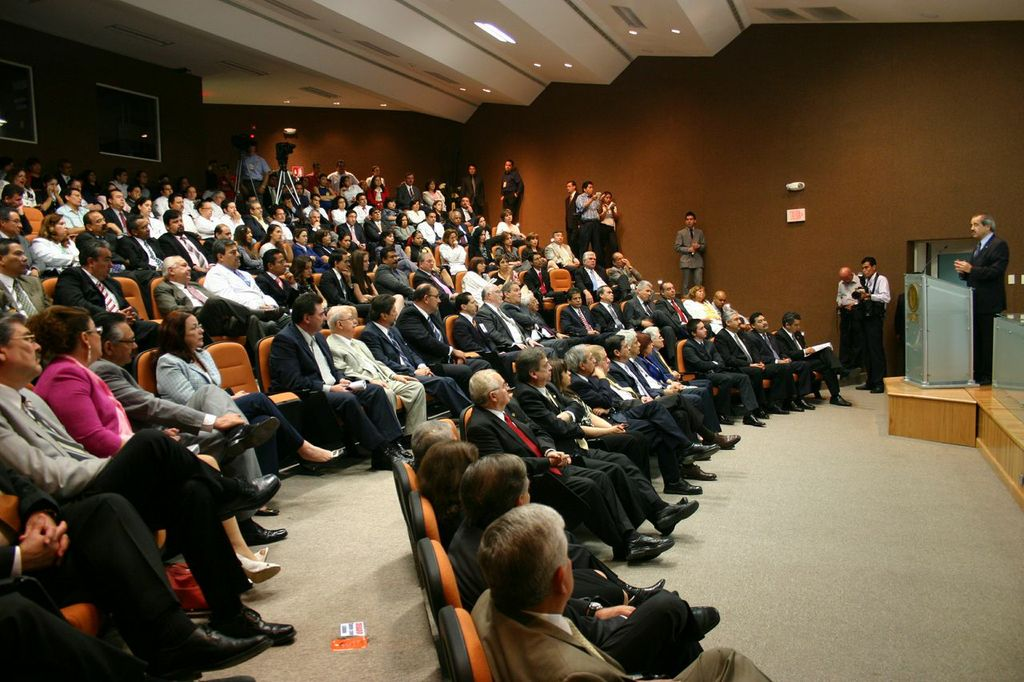
会议厅

在实验室基础设施建设方面, CIDICS拥有:
- 一个焦磷酸测序团队和研究比较基因组杂交与基因芯片的多个平台.
- 研究蛋白质的蛋白质组平台.
- 全套干细胞培养和基因治疗设备.
- 研究流行病学和大众健康团队.
- 呼吸道疾病, 口腔疾病,性病等中的传染病原体的分子诊断设备.
- 生物伦理仲裁和生物安全研究团队.
- 一个合理使用生物模型的高科技空间.
- 睡眠、心理肿瘤、压力和成瘾等问题的研究实验室.

CIDICS还拥有一个可容纳200人的会议厅,多个会议室,支持各种学术活动和科学发布会(如代表大会,专题讨论会, 研讨会等).